# Christian Grothoff

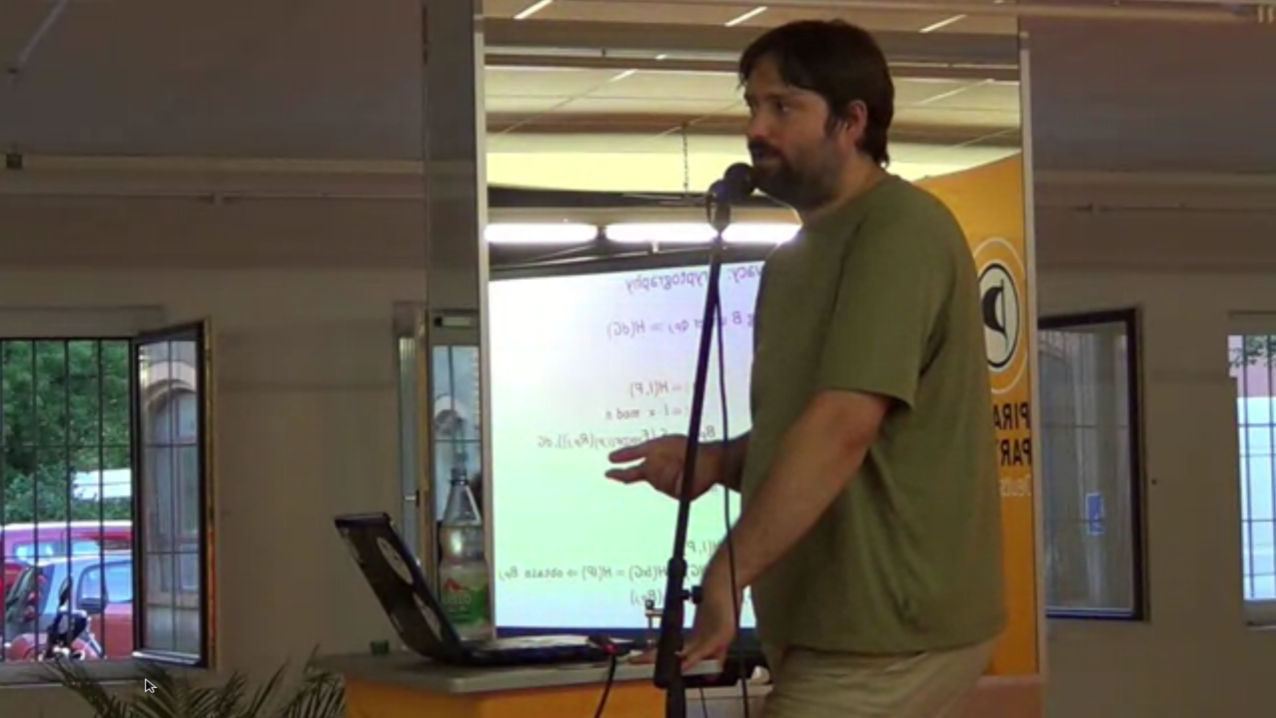
Christian Grothoff (2013)

Hans Christian Hermann Grothoff (* 28. Februar 1977) ist ein deutscher Informatiker und Hochschullehrer. Er ist Professor für Informatik an der Berner Fachhochschule und hat die Firma Taler Systems S. A. mitgegründet, um das neuartiges Bezahlsystem GNU Taler einzuführen.

## Ausbildung
Grothoff studierte von 1996 bis 2000 Mathematik an der Bergischen Universität Wuppertal, wo er das Diplom II erlangte. Anschließend setzte er sein Studium in den USA an der Purdue University in West Lafayette (Indiana) fort. Dort schloss er 2003 mit einem Master in Computer Science ab und war Doktorand bis 2005. Seine Doktorarbeit setzte er an der University of California, Los Angeles (UCLA) fort und wurde dort mit der Dissertation Expressive Type Systems for Object-Oriented Languages 2006 promoviert.

## Wirken
Von 2006 bis 2009 war Grothoff Assistenzprofessor für Computer Science an der University of Denver. Dann kehrte er nach Deutschland zurück und wurde Emmy-Noether-Forschungsgruppenleiter an der Technischen Universität München. Ab 2014 war er Forschungsgruppenleiter am französischen Nationalen Forschungsinstitut für Informatik und Automatisierung in Rennes. Er habilitierte sich 2017 an der Universität Rennes 1. Im selben Jahr nahm er eine Professur für Computer Network Security an der Berner Fachhochschule an, wo er seither in verschiedenen Fachbereichen der Informatik unterrichtet.
Grothoff wirkte an mehreren Projekten mit, welche das Internet verbessern sollen, so dem Next Generation Internet (NGI). Das GNUnet, welches von der Renewable Freedom Foundation und der Deutschen Forschungsgemeinschaft (DFG) mitfinanziert wurde, erfordert eine Kombination von Kryptografie, neuen Netzwerk-Protokollen und sicherer Softwareentwicklung. Grothoff ist Maintainer (Unterhaltsverantwortlicher) dieser Software. Auf ähnlicher Basis entwickelten Grothoff und sein Doktorand Florian Dold das GNU-Taler-Bezahlsystem, welches schnelles und einfaches Geldüberweisen mit Datenschutz und hoher technischer Sicherheit ermöglicht. Eine erste praktische Implementierung erfolgte 2020 an der Berner Fachhochschule, um dort angebotene Waren über eine Handy-App in Schweizer Franken bezahlen zu können. Bemerkenswert ist, dass die Schweizerische Nationalbank dieses Bezahlsystem untersucht und gutgeheissen hat. Dabei handelt es sich jedoch nicht um e-Franken der Nationalbank auf einem Konto, sondern um erworbene Taler (Coins oder Tokens), welche dem Gegenwert von Schweizer Franken entsprechen.
Zusammen mit Thomas Moser von der Schweizerischen Nationalbank hat Grothoff ein Konzept vorgeschlagen, welches die Nutzung von digitalem Zentralbankgeld (Retail CBDC) unter Wahrung der Privatsphäre der Nutzer ermöglichen würde. Dazu hat Nationalrat Jörg Mäder 2022 ein entsprechendes Postulat im Schweizer Parlament eingereicht. Daraufhin hat der Bundesrat am 16. November 2022 eine negative Stellungnahme abgegeben.
Im Januar 2024 startete die niederländische Nonprofit-Organisation NGI basierend auf GNU-Taler das Pilotprojekt NGI-Taler. Dieses Projekt wird seit 2024 durch Horizon Europe der EU gefördert, wofür während der nächsten drei Jahre rund vier Millionen Euro zur Verfügung gestellt werden, um GNU-Taler zu untersuchen und eine Einführung zu prüfen. Daran beteiligt sind auch zwei Genossenschaftsbanken: die GLS Gemeinschaftsbank aus Deutschland und die MagnetBank aus Ungarn. Grothoff und weitere Dozenten der Berner Fachhochschule wirken mit.

## Veröffentlichungen
- Eine Zusammenstellung seiner Veröffentlichungen findet sich auf der Website von Grothoff.[3]
- Christian Grothoff: Publications, Citations. researchgate.net. Abgerufen am 4. März 2023.
- mit Alex Pentland: Digital Cash and Privacy. MIT, 18. Juli 2019, abgerufen am 8. Februar 2025 (englisch)
- Christian Grothoff, Ashoka Fellow. Video, 4:09 min. ashoka.org. Abgerufen am 5. März 2023.

## Mitgliedschaften
- Assoziiertes Mitglied der Free Software Foundation
- Mitglied GNU-Beratungsgremium

## Ehrungen
- 2009–2014: DFG Emmy-Noether-Auszeichnung
- seit 2015: Ashoka Fellow[14]